# Valle de la Luna (Chile)

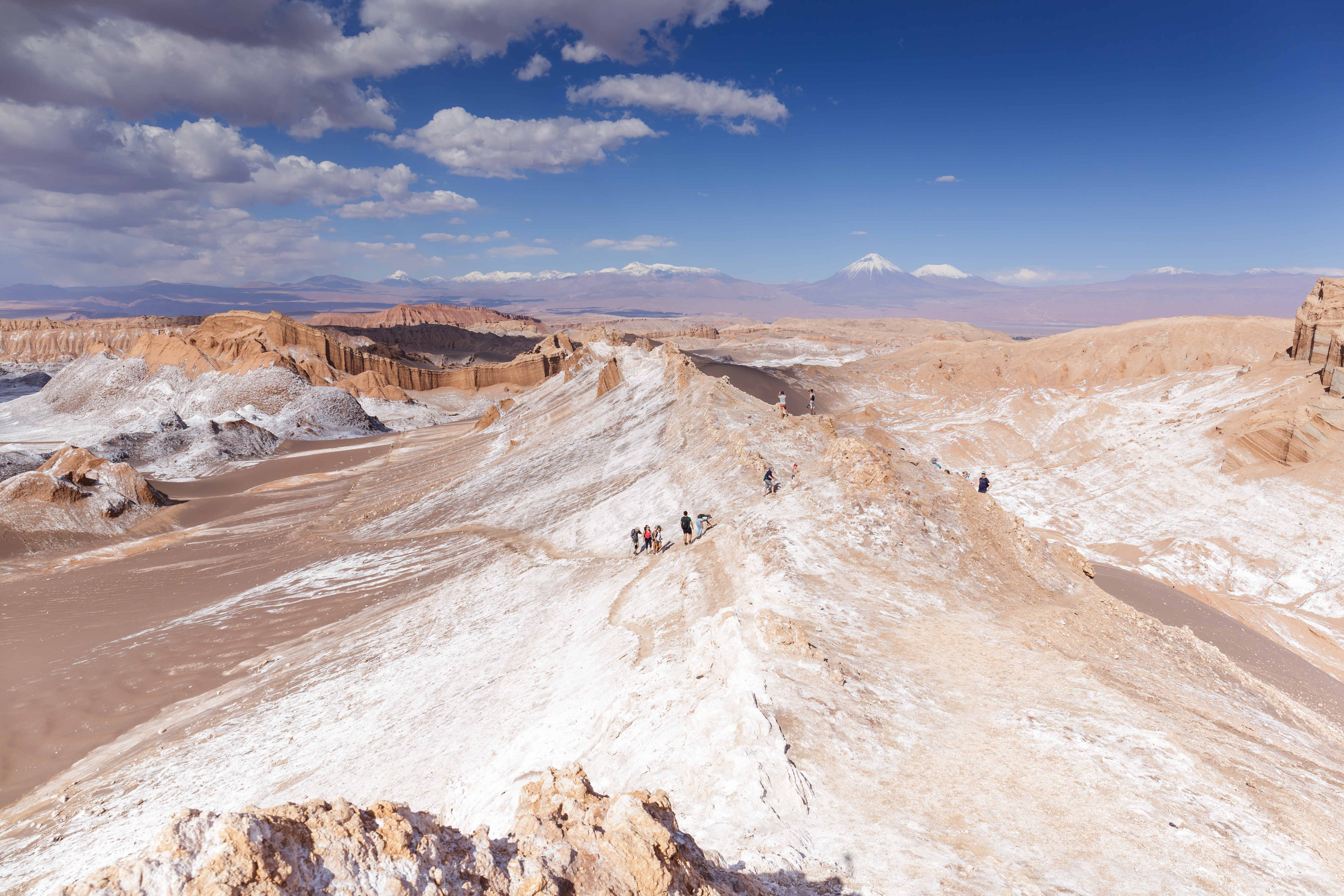
Vista del valle de la Luna.

El valle de la Luna es un paraje desértico y punto de atracción turística, ubicado en el desierto de Atacama, a 13 km al oeste de San Pedro de Atacama y a 110 km al SE de Calama, perteneciente a la región de Antofagasta. En 1982 fue declarado santuario de la naturaleza y es parte de la reserva nacional Los Flamencos, su ingreso está administrado por la Conaf y es accesible desde San Pedro de Atacama.
Junto con el llamado valle de la Muerte, este lugar es único dentro del entorno que rodea la sierra Orbate a 2500 m s. n. m., se trata de una depresión de tamaño relativo de 440 km² de la llamada cordillera de la Sal en la cuenca del salar de Atacama circundado por crestas de 500 m de elevación. Su extensión abarca desde el oeste por la cordillera de Domeyko, por el este por Toconao y Peine por el sur.

## Génesis geológica

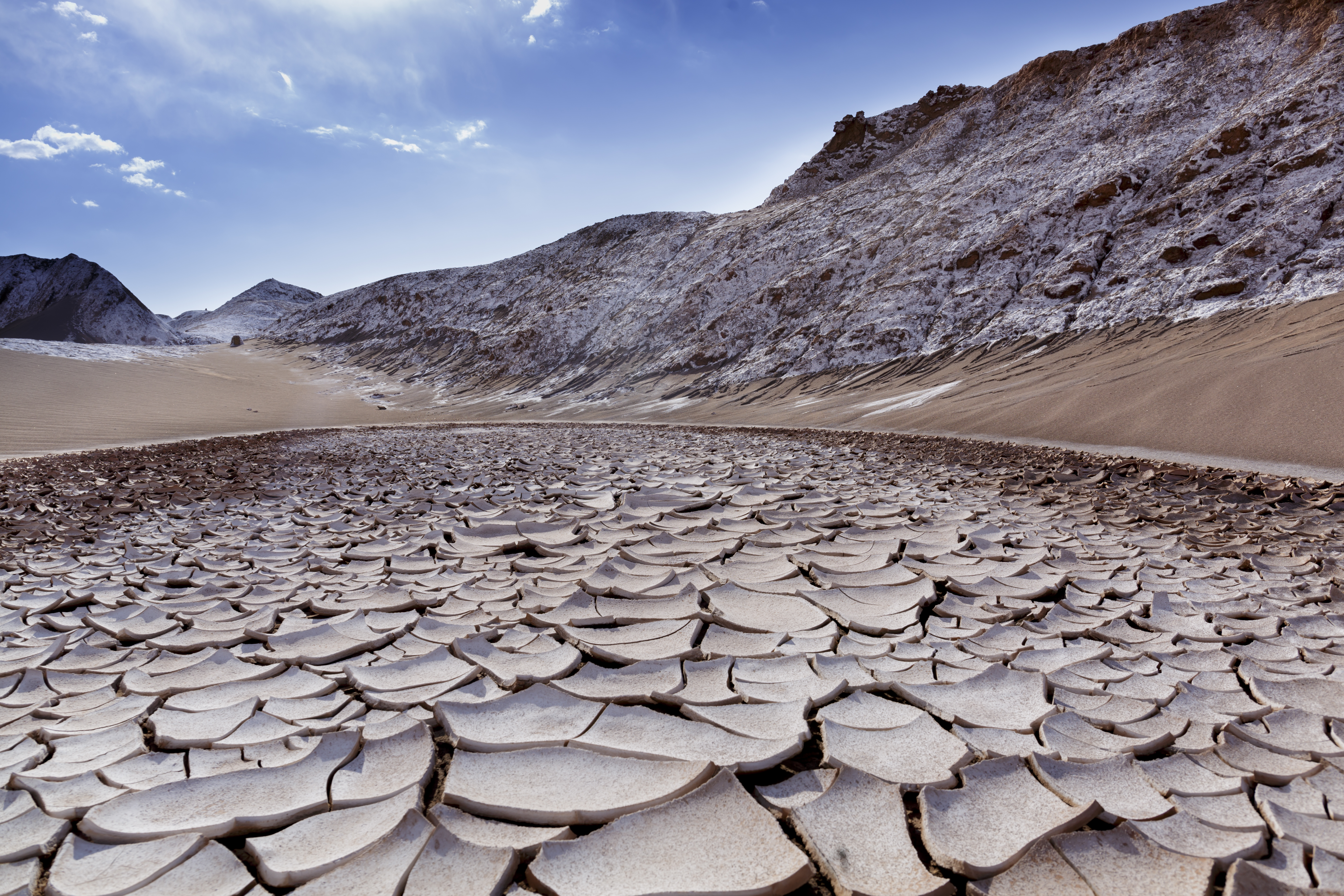
Paraje en el valle de la Luna.

Panorama.

Estudios geológicos recientes indican que existió un gran lago o mar interior perimetral en el sector El Tambo entre Toconao y Peine a finales de la Era Terciaria formada por la cuenca hidrográfica del volcán Licancabur cuyos arrastres aluvionales y depósitos de detritos formaron la base de la cordillera de la Sal los cuales se depositaron a partir de una falla tectónica de la Cordillera de Domeyko, que es la base de tan peculiar paisaje. Está conformado por una serie de valles transversales y afloramientos elevados en sentido noroeste en forma de crestas de capas de limolita, yeso, y sal (cloruro de sodio), arcilla y arena conformando rocas sedimentarias de origen paleozoico.

## Características
Fue modelado a lo largo de milenios por la erosión fluvial y eólica, las que han tallado su suelo en formas tales como: crestas con puntas, hondonadas, montículos de colores grises y ocres, que le dan esa apariencia lunar tan característica.
El valle de la Luna es un sitio que se caracteriza por lo abrupto del quiebre escénico, la belleza escénica de sus colores térreos, el silencio absoluto, la escasez de humedad, flora y fauna, encontrándose solo algunos ejemplares de lagartija de Fabián.

## Clima
El clima es desértico de altura, con una gran oscilación térmica entre el día y la noche, de unos 18 °C.

## Cultura popular
Por la coincidencia entre su aspecto lunar y las referencias posibles de encontrar en la discografía de Pink Floyd, en Chile a mediados de los años 90 cundió el rumor de que allí se llevaría a cabo un concierto de la banda que antes se había presentado en las ruinas de Pompeya, junto a la banda nacional Los Jaivas. Este supuesto concierto nunca se planificó, pero subsiste como mito urbano entre los fans locales.